# Lorabela glacialis
Lorabela glacialis é uma espécie de gastrópode da família Mangeliidae.